# Duży, gruby kłamczuch
Duży, gruby kłamczuch – amerykański film familijno-komediowy z 2002 roku.

## Treść[1]
14-latek Jason Shepherd jest powszechnie znany jako notoryczny kłamca. Pewnego dnia rodzice za karę każą mu napisać esej i oddać go do oceny nauczycielce. Jednak jego praca przypadkiem trafia do hollywoodzkiego producenta Marty’ego Wolfa. Producent postanawia przywłaszczyć sobie dzieło i zrobić na jego podstawie film. Jason wraz z przyjaciółką ruszają do Hollywood, by dowieść autorstwa swojego dzieła.

## Obsada
- Frankie Muniz: Jason Shepherd
- Paul Giamatti: Marty Wolf
- Amanda Bynes: Kaylee
- Amanda Detmer: Monty Kirkham
- Donald Faison: Frank Jackson
- Sandra Oh: Phyllis Caldwell
- Russell Hornsby: Marcus Duncan
- Michael Bryan French: Harry Shepherd
- Christine Tucci: Carol Shepherd
- Lee Majors: Vince